# BALANCE (콘서트 투어)
《2025 IRENE & SEULGI Concert Tour [BALANCE]》는 한국의 걸그룹 레드벨벳의 유닛 레드벨벳-아이린&슬기의 첫 번째 콘서트 투어이다.

## 개요
2025년 4월 14일, SM 엔터테인먼트는 레드벨벳-아이린-슬기의 2번째 미니앨범 발매에 앞서 국내 일정을 포함한 첫번째 아시아 투어 일정을 발표하였으며, 2회에 걸쳐 열리는 서울 공연의 티켓 예매는 팬클럽 선행 예매와 일반 예매가 각각 21일과 22일에 멜론티켓을 통해 진행되었다.
9회에 걸친 아시아 투어를 통해 약 3만여명의 누적 관객을 동원할 예정이다.

## 투어 일정
| 일정            | 도시         | 국가       | 장소                  | 관객 동원    |
| --------------- | ------------ | ---------- | --------------------- | ------------ |
| 2025년 6월 14일 | 서울         | 대한민국   | 올림픽 공원 올림픽 홀 | 통산 7,000명 |
| 2025년 6월 15일 | 서울         | 대한민국   | 올림픽 공원 올림픽 홀 | 통산 7,000명 |
| 2025년 7월 4일  | 싱가포르     | 싱가포르   | 더 스타 시어터        | 5,000명      |
| 2025년 7월 12일 | 마카오       | 마카오     | 런더너 아레나         | 7,000명      |
| 2025년 7월 19일 | 방콕         | 태국       | 로열 파라곤 홀        | 3,000명      |
| 2025년 8월 3일  | 타이베이     | 중화민국   | 신베이 박람회장       | 3,000명      |
| 2025년 9월 13일 | 쿠알라룸푸르 | 말레이시아 | 메가스타 아레나       | 5,000명      |
| 2025년 9월 24일 | 동경         | 일본       | 도쿄 가든 시어터      | 통산 4,000명 |
| 2025년 9월 25일 | 동경         | 일본       | 도쿄 가든 시어터      | 통산 4,000명 |

## 세트 리스트
- Opening VCR -
- TILT
- Feel Good
- Trampoline

- Ment -
- Diamond
- 놀이 (Naughty)

- VCR #2 -
- Praying (슬기 Solo)
- Dead Man Runnin' (슬기 Solo)

- Ment (슬기) -
- Rollin' (With My Homies) (슬기 Solo)
- Better Dayz (슬기 Solo)
- Be Natural
- Irresistible
- Strawberry Silhouette (아이린 Solo)
- Calling Me Back (아이린 Solo)

- Ment (아이린) -
- Ka-Ching (아이린 Solo)
- Start Line (아이린 Solo)

- VCR #3 -
- What's Your Problem?
- Heaven
- Like A Flower (아이린 Solo)
- Baby, Not Baby (슬기 Solo)

- Ment -
- Girl Next Door
- Monster

- Encore VCR -
- Jelly

- Ment -
- 빨간 맛 (Red Flavor)15일 한정
- Power Up14일 / 짐살라빔 (Zimzalabim)15일
- 짐살라빔 (Zimzalabim)14일 / Power Up15일

## 제작
- 주최 : SM 엔터테인먼트
- 주관 : 드림메이커, 드림시큐리티